# Venti
Venti (en Idioma chino: 温迪) es un personaje jugable de Genshin Impact, desarrollado por miHoYo. Es el gobernante de Mondstadt en el juego y uno de los Siete Arcontes, conocido como el Dios del Viento, «Barbatos». Su voz es interpretada en chino por Miaojiang, en japonés Ayumu Murase, en inglés Erika Harlacher y en coreano Jung Yoo-jung.
Venti es el primer personaje que el viajero encuentra tras despertar, además de Paimon. Hace su debut en la historia principal del juego durante el prólogo, donde se presenta como un personaje jugable y desempeña un papel clave en ese capítulo.

## Creación
Venti hizo su primera aparición en el primer acto titulado «El forastero que atrapó el viento». Posteriormente, se lanzó como personaje jugable en la versión 1.0 de Genshin Impact. Además, su arma exclusiva fue introducida en la versión 1.4 del juego.
Según el equipo de desarrollo, Venti se presenta inicialmente como un bardo de origen desconocido que ofrece su arte en la ciudad de Mondstadt. Su primera aparición en el juego se da en el primer acto del prólogo de la historia principal, donde el viajero y Paimon escuchan accidentalmente una conversación entre el dragón Dvalin y Venti en el Bosque Susurrante. A medida que avanza el segundo acto del prólogo, los jugadores comienzan a descubrir que Venti es, en realidad, Barbatos, uno de los Siete Arcontes. Finalmente, Venti se une a Diluc, Jean y otros personajes para salvar al dragón. Su diseño está inspirado en Barbatos, uno de los 72 demonios de la Clave de Salomón.

## Historia
Hace 2600 años, Mondstadt estaba dividido entre dos dioses arcontes: el Dios de las Tempestades, Decarabian, y el Rey Lobo del Norte, Andrius. Decarabian mantenía a su pueblo encarcelado en una torre rodeada por las murallas de viento de las ruinas del dragón. Un joven anónimo que anhelaba la libertad, junto con un espíritu del viento, lideró una guerra por la emancipación. Tras la guerra, el joven murió y el espíritu del viento se transformó en el dios de Mondstadt, conocido como Barbatos, quien más tarde sería Venti. Andrius decidió someterse a Barbatos y se convirtió en uno de los Cuatro Vientos.
Posteriormente, Barbatos abandonó Mondstadt para evitar convertirse en un nuevo tirano, permitiendo que la ciudad se convirtiera en una nación libre sin gobernante. Sin embargo, la familia Lawrence tomó el control y estableció un sistema de esclavitud. Una esclava llamada Vanessa no pudo soportar esta cruel dominación y, con la ayuda del dios del viento, derrocó a la familia Lawrence y fundó los Caballeros de Favonius, quienes gobiernan Mondstadt hasta el día de hoy. Después de estos eventos, Barbatos se disfrazó de bardo y vagó por el mundo con una actitud despreocupada. Sin embargo, siempre interviene en momentos de crisis, como cuando él y el viajero unen fuerzas para salvar a Dvalin.

## Recepción
Después de la transmisión en vivo de la vista previa de la beta de Genshin Impact, muchos jugadores comenzaron a prepararse para obtener a Venti a través del sistema de gachapón. Algunos cosplayers también se disfrazaron de Venti, expresando su amor por este carismático personaje. Austin King, editor de Screen Rant, sostiene que, al ser el primer personaje de 5 estrellas en el juego y tener un papel significativo en la historia principal de Mondstadt, Venti se convirtió rápidamente en uno de los personajes más populares del juego. Por su parte, Jeffrey Yu, colaborador de Game Rant, destaca que, a pesar de ser el primer personaje limitado de 5 estrellas, Venti sigue siendo uno de los mejores del juego gracias a su capacidad para controlar multitudes y su eficacia en la exploración.